# حیدر شیرازی
حیدر شیرازی شاعر سدۀ هشتم هجری یکی از چامه‌سرایان هم دوره حافظ بوده‌است. در غزلهای وی ویژگی‌های زبانی غزلهای سبک عراقی آشکاراست.دیوان وی به نام مونس الارواح  در موزه بریتانیا نگهداری می‌شود.

## نمونه شعر
| ساقی بده آن باده که هنگام بهارست |  | صحن چمن از سنبل و گُل چون رخ یارست |